# 퀘스처닝
퀘스처너(Questioner)는 성 정체성이나 사회적 성, 성적 지향을 확립하지 못하고 스스로 질문하는 사람이다.
퀘스처너리(Questionary)라고도 하며 성 정체성이나 사회적 성, 성적 지향을 확립하지 못한 경우뿐만 아니라 확립하고 싶지 않은 경우에도 사용한다.
일시적일 수도 있고 영구적일 수도 있으며 자신의 상태를 나타내기도 하지만 동시에 한 종류의 젠더를 나타내기도 한다.

## 같이 보기
- 양성매념
- 킨제이 척도
- LGBT